# Min Aung Hlaing
Min Aung Hlaing (birm. မင်းအောင်လှိုင်; ur. 3 lipca 1956 w Tawè) – mjanmański prawnik i wojskowy, starszy generał, od 2011 głównodowodzący Sił Zbrojnych Mjanmy. 
W 2021 roku wraz z grupą podległych mu wojskowych dokonał udanego zamachu stanu w Mjanmie, przejmując władzę w kraju. Od sierpnia 2021 do lipca 2025 pełnił funckję premiera Mjanmy, a w lipcu 2024 ogłosił się pełniącym obowiązki prezydenta.

## Życiorys
Ma wykształcenie prawnicze, jest absolwentem Uniwersytetu Ranguńskiego. Ukończył Akademię Obrony Mjanmy w 1977 ze stopniem porucznika. Służył jako oficer w lokalnych strukturach sił lądowych w stanach Mon oraz Szan, gdzie dowodził także jako pułkownik w walce przeciwko producentom opium na terenie Złotego Trójkąta. Był kluczową postacią w wypracowaniu porozumień pokojowych z secesjonistami ze stanu Szan oraz już jako generał dowodził siłami birmańskimi w walkach przeciwko Armii Narodowego Sojuszu Demokratycznego w regionie Kokang, także w stanie Szan. Był zaangażowany w Konflikt etniczny z mniejszością Rohindżów, podczas którego bronił działania armii.
Od 2010 obejmował stanowiska kolejno naczelnika kwatery głównej, sił powietrznych i marynarki wojennej, a 3 lata później otrzymał stopień starszego generała, najwyższy w Mjanmie. 1 lutego 2021 po zamachu stanu na rok wprowadzony został stan wyjątkowy, na okres którego tymczasowy prezydent Myint Swe przekazał władzę w kraju Min Aung Hlaingowi.
Według Indeksu Demokracji z 2022 Mjanma pod rządami Min Aung Hlainga jest po Afganistanie, drugim najbardziej autorytarnym reżimem na świecie. 
Departament Skarbu USA, rząd Kanady i Rada Unii Europejskiej nałożył na Hlianga z powodu poważnych naruszeń praw człowieka w Mjanmie, szereg sankcji obejmujących m.in. zamrożenie aktywów finasowych oraz zakaz wjazdu na ich terytorium.

## Odznaczenia i wyróżnienia
- Kawaler Krzyża Wielkiego Orderu Korony Tajlandii[19]
- Kawaler Krzyża Wielkiego Orderu Słonia Białego (Tajlandia)[20]
- Medal Ministerstwa Obrony Federacji Rosyjskiej[21]
- Order za Służbę Wojskową I klasy (Malezja)[22]